# Amit Trivedi
Amit Trivedi (Mumbai, 8 aprile 1979) è un compositore e musicista indiano, attivo anche come cantante in playback per i film.

## Colonne sonore

### Cinema
- Aamir, regia di Raj Kumar Gupta (2008)
- Snatch & Grab, regia di Errol Peter Marks e Aditya Sawant (2009)
- Dev.D, regia di Anurag Kashyap (2009)
- Wake Up Sid, regia di Ayan Mukerji (2009)
- Striker, regia di Chandan Arora (2010)
- Admissions Open, regia di K.D. Satyam (2010)
- Udaan, regia di Vikramaditya Motwane (2010)
- Aisha, regia di Rajshree Ojha (2010)
- I Am, regia di Onir (2010)
- No One Killed Jessica, regia di Raj Kumar Gupta (2011)
- Chillar Party, regia di Vikas Bahl e Nitesh Tiwari (2011)
- Trishna, regia di Michael Winterbottom (2011)
- Ek Main Aur Ekk Tu, regia di Shakun Batra (2012)
- Ishaqzaade, regia di Habib Faisal (2012)
- Quando parla il cuore (English Vinglish), regia di Gauri Shinde (2012)
- Aiyyaa, regia di Sachin Kundalkar (2012)
- Luv Shuv Tey Chicken Khurana, regia di Sameer Sharma (2012)
- Pehla Sitara, regia di Owais Husain (2012)
- Kai Po Che!, regia di Abhishek Kapoor (2013)
- Bombay Talkies, regia collettiva (2013)
- Ghanchakkar, regia di Raj Kumar Gupta (2013)
- Lootera, regia di Vikramaditya Motwane (2013)
- Queen, regia di Vikas Bahl (2014)
- War Chod Na Yaar, regia di Faraz Haider (2013)
- Bombay Velvet, regia di Anurag Kashyap (2015)
- Guddu Rangeela, regia di Subhash Kapoor (2015)
- Shaandaar (2015)
- Udta Punjab (2016)
- Secret Superstar (2017)
- Pad Man (2018)
- Blackmail (2018)
- Bhavesh Joshi Superhero (2018)
- Manmarziyaan (2018)
- India's Most Wanted (2019)
- Gunjan Saxena: The Kargil Girl (2020)

## Premi
Lista parziale:
- National Film Awards
  - 2009: "Best Music Director"
- Filmfare Awards
  - 2010: "RD Burman Award for New Music Talent", "Best Background Score"
  - 2011: "Best Background Score"
  - 2015: "Best Background Score"
- Star Screen Awards
  - 2018: "Best Music Director"
- Zee Cine Awards
  - 2018: "Best Music Director"
- Mirchi Music Awards
  - 2009: "Listener's Choice Song of the Year"
- Global Indian Music Academy Awards
  - 2009: "Best Film Song"
  - 2014: "GiMA Award for Nayi Soch"
  - 2015: "Best Music Director", "Best Music Arranger and Programmer", "Best Film Song"
- Giffoni Film Festival
  - 2010: "Best Music Score"